# 42 Piscium
42 Piscium är en orange jätte som ligger i Fiskarnas stjärnbild.
42 Piscium har visuell magnitud +6,24 och enbart synlig för blotta ögat vid mycket god seeing. Stjärnan befinner sig på ett avstånd av ungefär 500 ljusår.